# Hello-Goodbye
Hello-Goodbye is een Britse filmkomedie uit 1970 onder regie van Jean Negulesco.

## Verhaal
De Britse autoverkoper Harry England maakt op reis in Frankrijk kennis met een barones met autopech. Ze brengen een paar dagen samen door en worden minnaars. Ze verdwijnt ineens, maar Harry kent haar achternaam niet. De baron neemt Harry in dienst om hun zoon over auto's te leren. Daardoor kunnen ze doorgaan met hun affaire. Harry vraagt de barones of ze haar man wil verlaten, die inmiddels zelf een maîtresse heeft.

## Rolverdeling
| Acteur              | Personage        |
| ------------------- | ---------------- |
| Michael Crawford    | Harry England    |
| Geneviève Gilles    | Dany             |
| Curd Jürgens        | Baron De Choisis |
| Ira von Fürstenberg | Evelyne Rossan   |
| Lon Satton          | Cole Strutter    |
| Peter Myers         | Bentley          |
| Mike Marshall       | Paul             |
| Didier Haudepin     | Raymond          |
| Vivian Pickles      | Monique          |
| Agathe Natanson     | Joycie           |
| Georges Bever       | Piccolo          |
| Denise Grey         | Conciërge        |
| Jeffry Wickham      | Dickie           |